# Нижняя Куэнга
Нижняя Куэнга — село в Сретенском районе Забайкальского края России. Входит в состав сельского поселения «Дунаевское».

## География
Расположено на правом берегу, в нижнем течении реки Куэнги, левого притока Шилки, при впадении в Куэнгу реки Ареды, в 56 км по автодороге 76А-008 к юго-западу от Сретенска. В 2,8 км к северо-востоку находится село с парным названием Верхняя Куэнга.

## Население
| 2010 | 2021 |
| ---- | ---- |
| 434  | ↘394 |

## Объекты
В селе имеются Нижнекуэнгинская общеобразовательная школа, клуб и библиотека. Ближайшая крупная железнодорожная станция — Куэнга.